# Qualità d'uso
La qualità d'uso è l'insieme delle caratteristiche dell'ambiente costruito e dei suoi elementi tecnici, che gli conferiscono la capacità di soddisfare, attraverso prestazioni,  le esigenze d'uso di spazi e ambienti da parte degli utenti fruitori. 
Il riferimento normativo principale della qualità d'uso è rappresentato dalla norma ISO 9241/11, che, dal 1998, ha introdotto il termine usabilità, definendolo come l'efficacia, l'efficienza e la soddisfazione con cui determinati utenti raggiungono specifici obiettivi in particolari ambienti. L'approccio offerto da tale norma fornisce una base per definire e misurare la qualità d'uso, enfatizzando che i sistemi non posseggono una qualità d'uso propria, poiché essa dipende dal contesto, e cioè dalle caratteristiche degli utenti del sistema, dal compito/attività che il sistema è chiamato a svolgere e dall'ambiente nel quale tale attività si effettua. 
La qualità d'uso, di conseguenza, non è una qualità assoluta, ma definibile come di relazione, legata, cioè, alle specificità connesse con il particolare contesto di utilizzo del sistema, ad esempio nelle fasi di progettazione, realizzazione e gestione di un edificio.
È possibile configurare la qualità d'uso come classe di requisiti tecnici, relativi alle condizioni d'uso offerte dagli elementi tecnici ed ambientali dell'organismo edilizio, in grado di assicurare all'uomo lo svolgimento delle proprie attività in condizioni di efficacia efficienza e soddisfazione, attraverso il soddisfacimento delle differenziate esigenze di accessibilità, percorribilità, sicurezza (safety e security), utilità, piacevolezza e benessere psicofisico complessivo.